# Katrin Borchert
Katrin Borchert (Waren, RDA, 11 de abril de 1969) es una deportista alemana nacionalizada australiana que compitió en piragüismo en la modalidad de aguas tranquilas.
Participó en tres Juegos Olímpicos de Verano entre los años 1992 y 2000, obteniendo un total de tres medallas, una de plata y dos de bronce. Ganó veinte medallas en el Campeonato Mundial de Piragüismo entre los años 1989 y 2001.

## Palmarés internacional
| Representando a la RDA    |                          |                   |             |
| Campeonato Mundial        |                          |                   |             |
| Año                       | Lugar                    | Medalla           | Competición |
| 1989                      | Plovdiv (Bulgaria)       | Medalla de oro    | K1 500 m    |
| 1989                      | Plovdiv (Bulgaria)       | Medalla de oro    | K1 5000 m   |
| 1989                      | Plovdiv (Bulgaria)       | Medalla de oro    | K4 500 m    |
| Representando a la RFA    |                          |                   |             |
| Campeonato Mundial        |                          |                   |             |
| Año                       | Lugar                    | Medalla           | Competición |
| 1990                      | Poznań (Polonia)         | Medalla de bronce | K1 500 m    |
| 1990                      | Poznań (Polonia)         | Medalla de oro    | K1 5000 m   |
| 1990                      | Poznań (Polonia)         | Medalla de bronce | K2 500 m    |
| 1990                      | Poznań (Polonia)         | Medalla de bronce | K4 500 m    |
| Representando a Alemania  |                          |                   |             |
| Juegos Olímpicos          |                          |                   |             |
| Año                       | Lugar                    | Medalla           | Competición |
| 1992                      | Barcelona (España)       | Medalla de plata  | K4 500 m    |
| Campeonato Mundial        |                          |                   |             |
| Año                       | Lugar                    | Medalla           | Competición |
| 1991                      | París (Francia)          | Medalla de oro    | K1 500 m    |
| 1991                      | París (Francia)          | Medalla de bronce | K1 5000 m   |
| 1991                      | París (Francia)          | Medalla de oro    | K4 500 m    |
| Representando a Australia |                          |                   |             |
| Juegos Olímpicos          |                          |                   |             |
| Año                       | Lugar                    | Medalla           | Competición |
| 1996                      | Atlanta (Estados Unidos) | Medalla de bronce | K2 500 m    |
| 2000                      | Sídney (Australia)       | Medalla de bronce | K1 500 m    |
| Campeonato Mundial        |                          |                   |             |
| Año                       | Lugar                    | Medalla           | Competición |
| 1997                      | Dartmouth (Canadá)       | Medalla de plata  | K2 500 m    |
| 1997                      | Dartmouth (Canadá)       | Medalla de plata  | K2 1000 m   |
| 1998                      | Szeged (Hungría)         | Medalla de plata  | K1 500 m    |
| 1998                      | Szeged (Hungría)         | Medalla de bronce | K1 1000 m   |
| 1998                      | Szeged (Hungría)         | Medalla de oro    | K2 500 m    |
| 1998                      | Szeged (Hungría)         | Medalla de oro    | K2 1000 m   |
| 1999                      | Milán (Italia)           | Medalla de oro    | K2 1000 m   |
| 2001                      | Poznań (Polonia)         | Medalla de plata  | K1 500 m    |
| 2001                      | Poznań (Polonia)         | Medalla de bronce | K1 1000 m   |
| 2001                      | Poznań (Polonia)         | Medalla de plata  | K2 1000 m   |